# Powieść biograficzna
Powieść biograficzna (fr. vie romancée) – odmiana powieści historycznej przedstawiająca życie jednej lub kilku postaci historycznych (por. „żywoty równoległe”). Jej rodowód wywodzi się ze starożytnych żywotów sławnych ludzi (Plutarch, Swetoniusz), hagiografii i XIX-wiecznej powieści historycznej. Zazwyczaj oparta jest na dokumentach, zaś te fragmenty życiorysu, które nie znalazły odzwierciedlenia w historiografii uzupełniane są najczęściej hipotezami i fikcją literacką.
Powieść biograficzna ma na celu wyraziste zaprezentowanie osobowości i psychiki głównego bohatera, zaś z jego życiorysu, bądź fragmentu życiorysu konstruuje spójną fabularnie całość.

## Niektóre powieści biograficzne
- Pasja życia Irvinga Stone’a, biografia Vincenta van Gogha
- Miłość niejedno ma imię Pierre’a La Mure’a, powieść o Feliksie Mendelssohnie
- Claire de Lune Pierre’a La Mure’a, biografia Claude’a Debussy’ego
- Hrabina Cosel Józefa Ignacego Kraszewskiego
- Pani Walewska Wacława Gąsiorowskiego, powieść w dwóch częściach o Marii Walewskiej
- Dwaj panowie Sieciechowie Julian Ursyn Niemcewicz,
- Diogenes w kontuszu Wacław Berent,
- Piotr Pierwszy Aleksiej Tołstoj
- Żniwo na sierpie. Powieść o Norwidzie Hanna Malewska
- Lenin Ferdynand Ossendowski